# 1652 Hergé
1652 Hergé este un asteroid din centura principală, descoperit pe 9 august 1953, de Sylvain Arend.